# Pentazol
Pentazol este un compus chimic ipotetic format dintr-un ciclu de 5 atomi de azot, iar unul dintre atomi este legat de un atom de hidrogen. Astfel, formula sa moleculară este HN5.

## Derivați

Structura derivatului de pentazol

Derivații săi se numesc pentazoli. Există foarte puțini derivați stabili, un exemplu fiind 4-dimetilaminofenilpentazolul; acesta este exploziv și se descompune la temperaturi mai mari de 50 °C. Se cunoaște faptul că grupele electro-donoare stabilizează prin efecte electronice aril-pentazolii.